# Castelo de Burt
O Castelo de Burt localiza-se em Inishowen, no Condado de Donegal, na República da Irlanda.
Estrutura medieval, constitui-se em um torreão de planta quadrangular, em aparelho de pedra irregular, dividido internamente em três pavimentos, como era costume na transição da Alta para a Baixa Idade Média. Adossado a um dos vértices, ergue-se uma torre de planta circular.
Atualmente o conjunto apresenta ruína.